# Carrhotus taprobanicus
Carrhotus taprobanicus är en spindelart som beskrevs av Simon 1902. Carrhotus taprobanicus ingår i släktet Carrhotus och familjen hoppspindlar. Inga underarter finns listade.